# Waldfriedhof Halbe

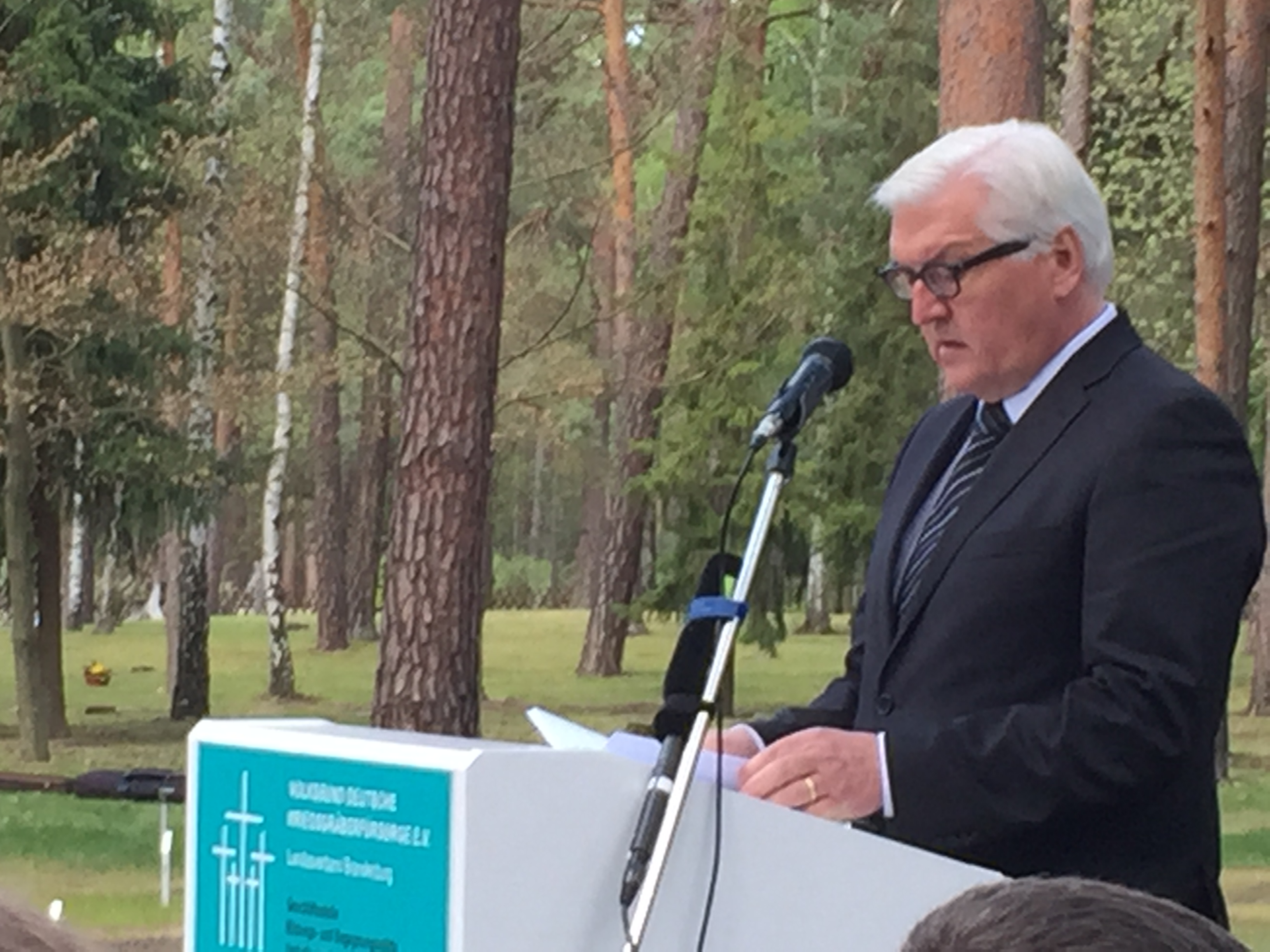
Frank-Walter Steinmeier bei einer Gedenkansprache in Halbe (2015)

Der Waldfriedhof Halbe befindet sich in der Gemeinde Halbe im Landkreis Dahme-Spreewald in Brandenburg und ist eine der größten Kriegsgräberstätten Deutschlands. Dort ruhen über 28.000 Opfer des Zweiten Weltkrieges, überwiegend im Kessel von Halbe Gefallene, aber auch hingerichtete Deserteure der Wehrmacht, Zwangsarbeiter und zwischen 1945 und 1947 Verstorbene aus dem sowjetischen Speziallager Ketschendorf. Verantwortlich für die Pflege ist der Volksbund Deutsche Kriegsgräberfürsorge e. V.

## Vorgeschichte
Als am 1. Mai 1945 die Kesselschlacht um Halbe vorüber war, fing für die wenigen Überlebenden die Bestattungsarbeit an. Es lagen etwa 40.000 innerhalb einer Woche getötete Soldaten und Zivilpersonen in Halbe und den umliegenden Wäldern verstreut. Bis Anfang Juni wurden in Wäldern und an Wegen provisorische Gräber angelegt – für Leichen und Leichenteile, die durch Panzer und Geschosse oft unidentifizierbar waren. Die Erfassung der Toten war zunächst sekundär.

## Entstehung
Pfarrer Ernst Teichmann aus Schierke im Harz kam nach Halbe und setzte sich dafür ein, die verstreuten Gräber zu vereinigen. Er erreichte mit Unterstützung der Berlin-Brandenburgischen Kirche, was dem Volksbund Deutsche Kriegsgräberfürsorge wegen mancher Widerstände noch nicht gelungen war: Im Jahre 1951 begann der Bau des Zentralfriedhofs Halbe auf einem sieben Hektar großen Waldgebiet unter der Leitung des Potsdamer Landschaftsarchitekten Walter Funke sowie des Gärtners Karl Foerster. Später übernahm Frank Ehmke die Aufgaben von Funke. Bis 1956 wurden über 22.000 Tote umgebettet, von denen dabei 8.000 identifiziert wurden. Selbst Jahrzehnte später wurden und werden noch Gefallene aus den Wäldern auf den Waldfriedhof gebracht. Zunächst wurden die Gräber überwiegend mit durchnummerierten Keramikplatten aus der Veltener Werkstatt von Hedwig Bollhagen gekennzeichnet. Später wurden sie gegen Kissensteine aus Sandstein getauscht, die mit den Namen der Opfer – soweit bekannt – beschriftet waren. Die Grabplatten bestehen seit dem Jahr 2002 aus dem witterungsbeständigeren Granit.

## Weitere Begrabene
Außer den unmittelbaren Opfern der Kesselschlacht wurden noch weitere Menschen begraben. In Ketschendorf bei Fürstenwalde existierte von April 1945 bis Februar 1947 das sowjetische Speziallager Nr. 5 des NKWD. Dort hielt der sowjetische Geheimdienst NKWD knapp 20.000 Deutsche gefangen, darunter viele Jugendliche. Die dort umgekommenen etwa 6.000 Menschen wurden in der Nähe in Massengräbern bestattet. Sie wurden 1952 kurz nach ihrer Entdeckung bei Bauarbeiten auf Initiative Pfarrer Teichmanns nach Halbe überführt. Den restlichen eher kleinen Teil der auf dem Waldfriedhof Begrabenen bilden Soldaten, die die Wehrmacht hinrichten ließ sowie ausländische Internierte und Zwangsarbeiter.

## Aufbau des Friedhofs
Das Friedhofsgelände ist von der Baruther Straße zur Straßenkreuzung Ernst-Teichmann-Straße/Am Friedhof zugänglich. Hier steht ein Denkmal für die Gefallenen des Ersten Weltkrieges; dort ist auch der Eingang zum Zivilfriedhof der Gemeinde mit dem Grab von Ernst Teichmann. Südlich der kleinen Friedhofskapelle liegen drei Gräber von Kindern, die nach 1945 beim Spielen mit Munitionsresten starben. Der Waldfriedhof ist über die Ernst-Teichmann-Straße hinter einem Parkplatz zugänglich. Dieser Weg wurde 2008 auf eine Breite von 2,50 Metern zurückgebaut. Es entstanden Pkw-Parkplätze sowie eine Wendemöglichkeit für Busse in Höhe des Gemeindefriedhofs.

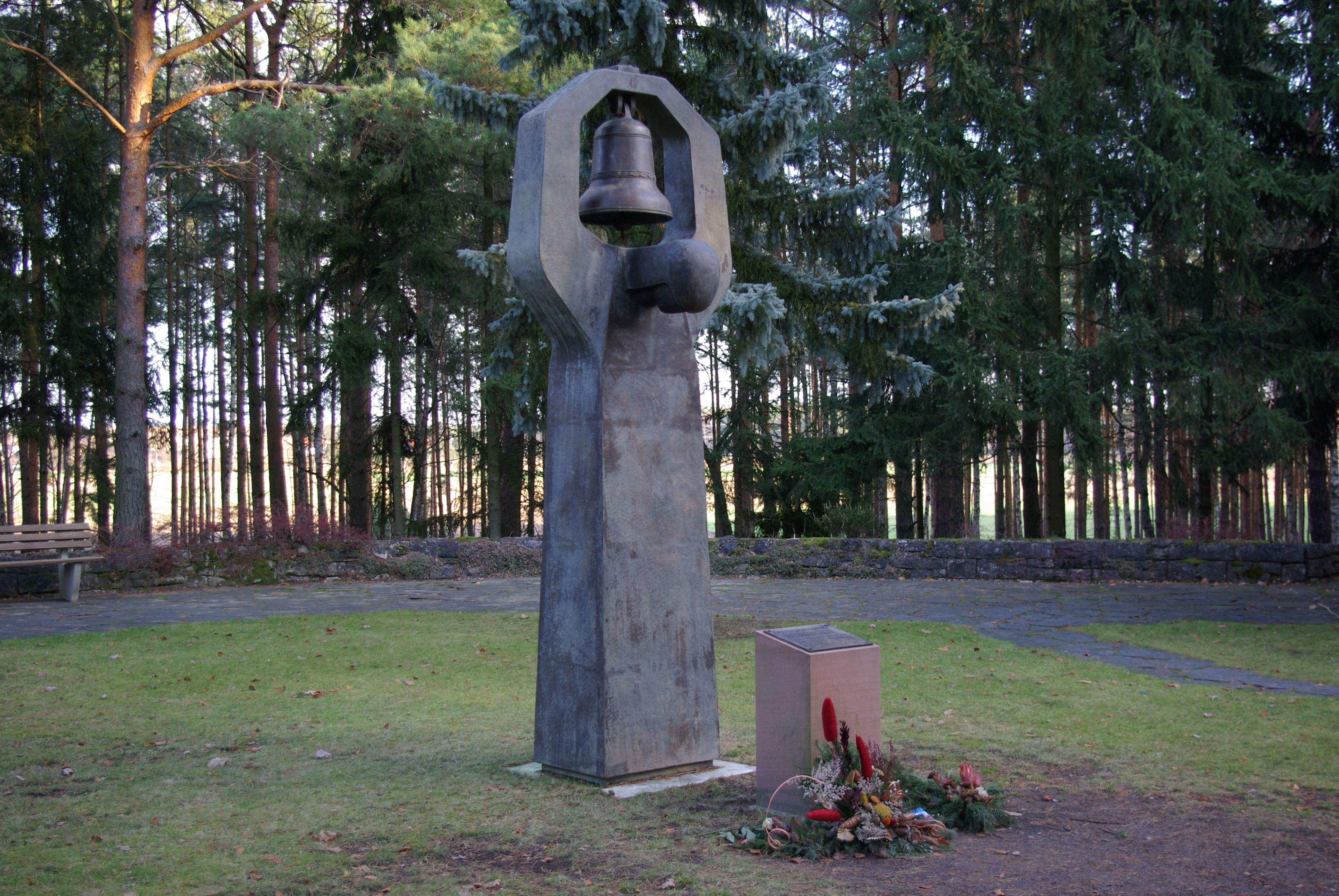
Glockenplastik Die Trauernde
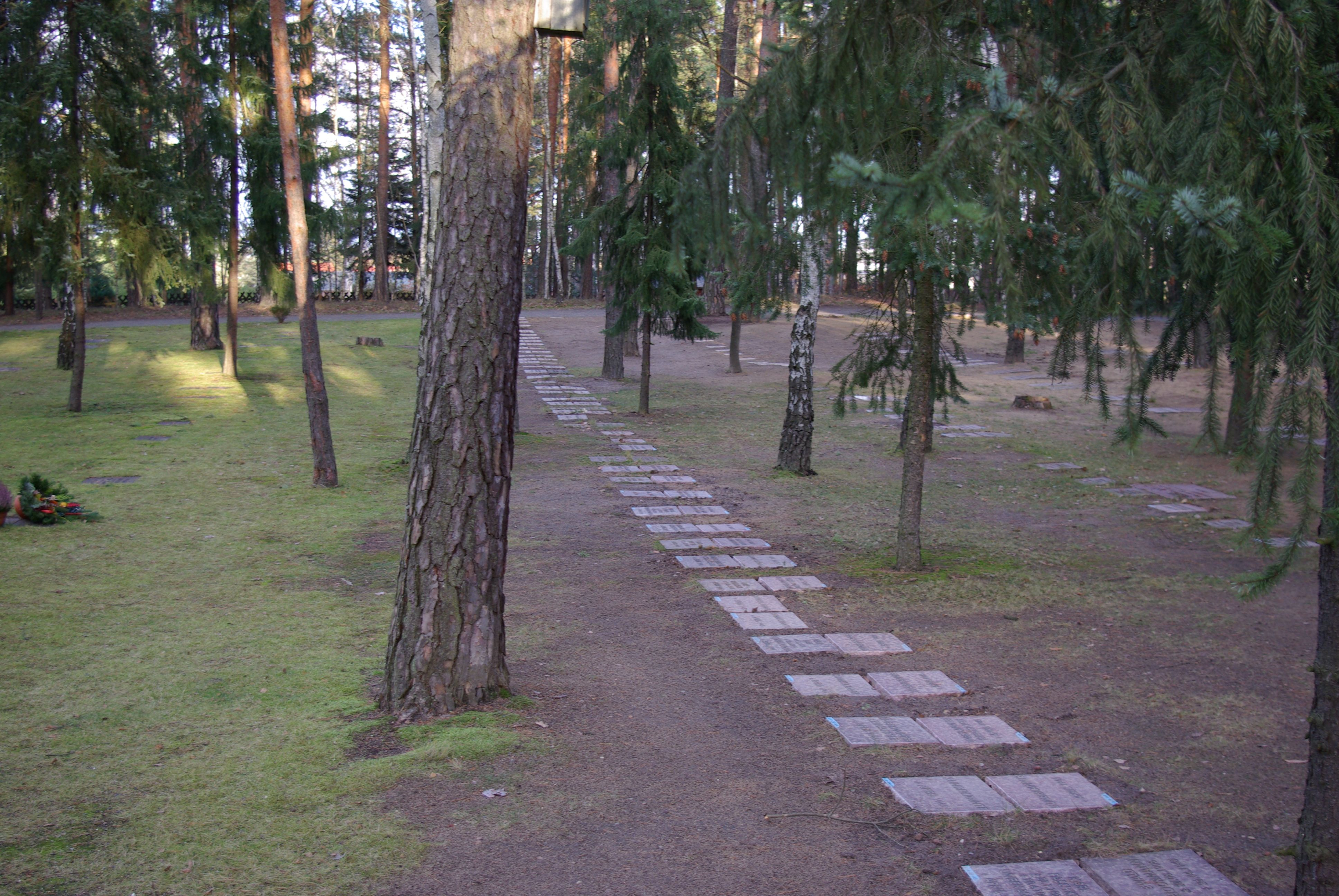
Ein Gräberfeld
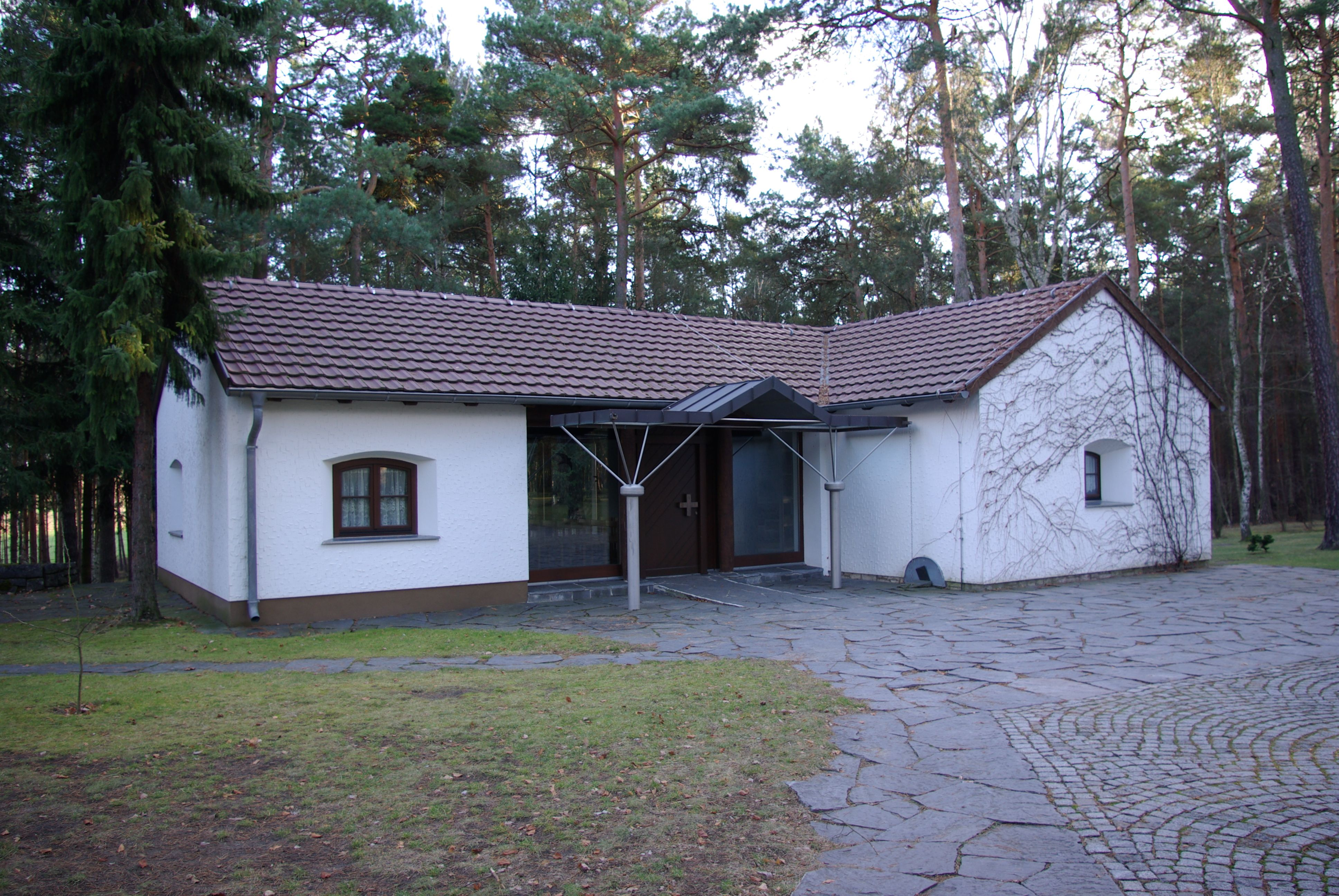
Aufenthalts- und Gedenkraum
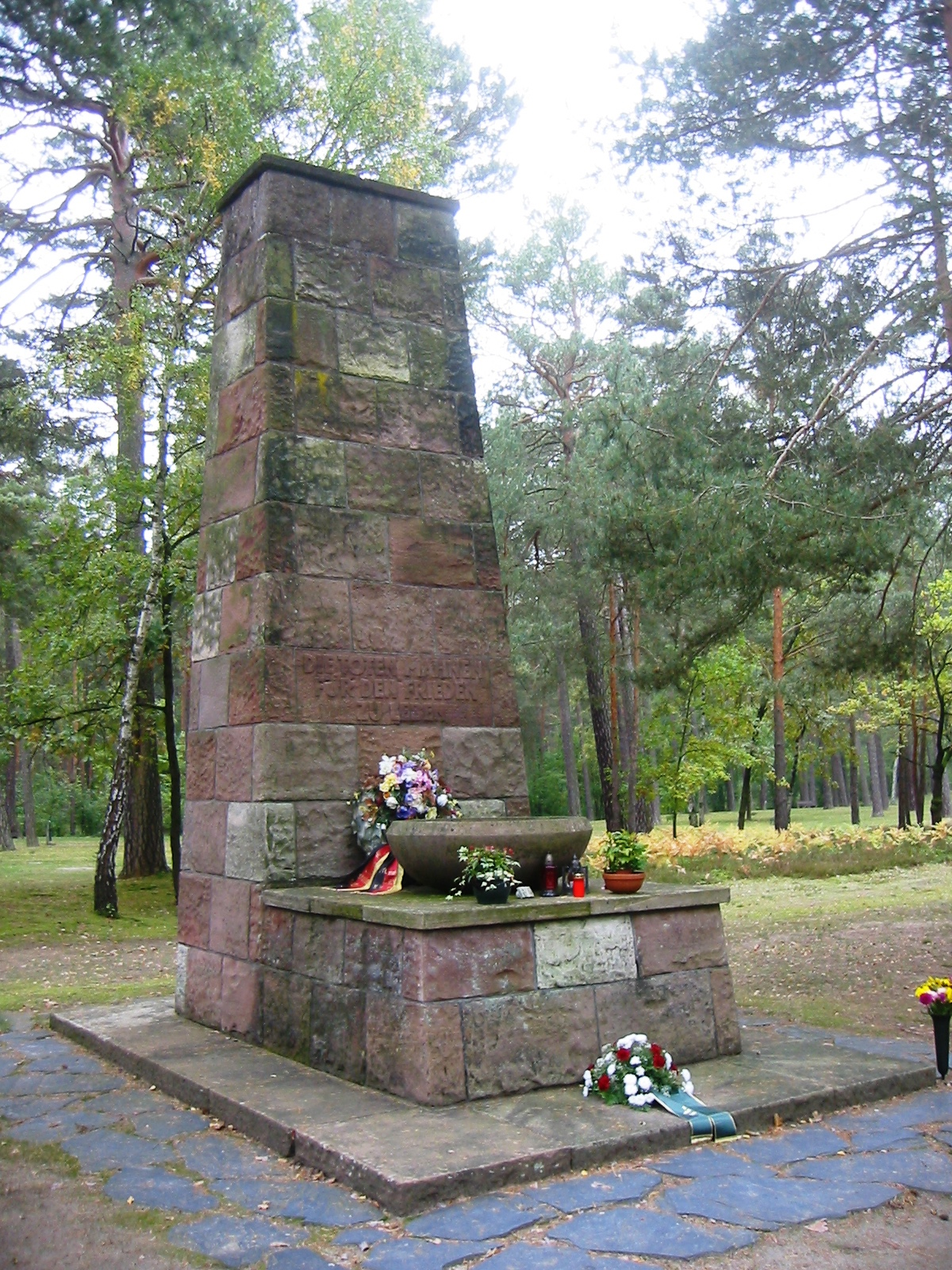
Mahnmal aus sächsischem Sandstein

Von hier aus führt ein breiter Weg in südlicher Richtung zu einem Aufenthalts- und Gedenkraum. In dem eingeschossigen, weiß verputzten und L-förmigen Bau mit einem Satteldach befinden sich neben einigen Sitzgelegenheiten das Namenbuch mit denjenigen Opfern, deren Namen bislang ermittelt werden konnten. Der Raum wird von einer lebensgroßen Skulptur der deutschen Bildhauerin Yrsa von Leistner geprägt, die an den Frieden erinnern soll. Links vor dem Gebäude befindet sich eine Glockenskulptur aus Bronze. Sie trägt den Titel Die Trauernde und stammt vom russischen Bildhauer Sergej Alexandrowitsch Tscherbakow. Die überlebensgroße, abstrakt gehaltene Figur zeigt eine Frau, deren Kopf zur Trauer gesenkt ist. Sie streckt ihre Arme in den Himmel und hält so eine Glocke, die zu besonderen Anlässen wie beispielsweise einer Zubettung geläutet wird. Eine vor der Skulptur angebrachte Tafel beschreibt ihre Wirkung wie folgt: „Eine vom Kriegsleid gebeugte Mutter weint um Söhne und Väter. Sie fleht mit der in ihren gefalteten Händen hängenden Glocke nach Frieden“. Die Skulptur ist eine Nachbildung eines wesentlich größeren Originals, das sich in der Deutschen Kriegsgräberstätte Rossoschka in der Nähe von Wolgograd befindet. Sie wurde am 22. Juni 2001 anlässlich einer Gedenkveranstaltung zum 60. Jahrestag des Kriegsbeginns gegen die Sowjetunion vom Förderkreis Gedenkstätte Halbe in die Pflege des Volksbundes übergeben. Nördlich dieser Skulptur steht ein hölzernes Lateinisches Kreuz, einige Meter weiter westlich ein Mahnmal aus sächsischem Sandstein mit der Inschrift „Die Toten mahnen, für den Frieden zu leben“. Es wurde am Totensonntag 1960 eingeweiht.
Die Fläche ist in insgesamt elf verschiedene Blöcke eingeteilt, um das Auffinden einzelner Gräber zu erleichtern. Im Grabfeld IX befinden sich beispielsweise die Gräber für die Verstorbenen aus Ketschendorf. Sie wurden in 26 Sammelgräbern bestattet, die mit Steintafeln abgedeckt sind, auf denen die Namen aller 4.621 Toten aufgeführt sind. Die Einweihung fand am 8. Mai 2004 statt. Die Opfer der Militärjustiz wurden im Grabfeld X, die sowjetischen Zwangsarbeiter im Grabfeld XI beigesetzt. Dort befindet sich im südlichen Teil eine Zubettungsfläche, in der auch heute noch weitere Gebeine ihre letzte Ruhestätte finden. Rund 2.200 Tote kamen so seit der Wende in ca. 40 Einbettungsfeiern hinzu. Im Grabfeld VI findet man ein Grab eines Kindes mit dem Namen „Noël“. Seine Geschichte konnte exemplarisch für andere Schicksale zurückverfolgt werden: Das etwa zehn Jahre alte Mädchen starb Ende April 1945 in der Nähe von Baruth/Mark auf der Flucht vor den anrückenden Truppen. Seine Eltern konnten nicht ermittelt werden, so dass vermutet wird, dass die gesamte Familie im Kessel von Halbe ums Leben kam.

## Erinnerungskultur der DDR
Die Regierung der DDR tat sich mit Soldatengräbern der Wehrmacht schwer und reagierte oft erst auf den Druck kirchlicher Instanzen oder des Auslands. Die Kriegserfahrung wurde nur thematisiert, wenn sie sich für die Auseinandersetzung mit dem Westen funktionalisieren ließ, sich mit ihr der offizielle Antifaschismus oder die Freundschaft mit der Sowjetunion inszenieren ließ. Erst im Juli 1971, im Zusammenhang mit dem Antrag der DDR auf Mitgliedschaft in den Vereinten Nationen, fasste der Ministerrat einen Beschluß über die Behandlung von Gräbern Gefallener und ausländischer Zivilpersonen.
In der Zeit der DDR blieb der Waldfriedhof Halbe von geschichtspolitischen Deutungsmustern verschont.

## Wahrnehmung nach 1990
Mit der deutschen Wiedervereinigung änderte sich auch die Wahrnehmung. Der Friedhof Halbe wurde  mehrfach als Treffpunkt für Aufmärsche und Kranzniederlegungen zum Volkstrauertag von rechtsgerichteten Gruppen genutzt. Auch im Umfeld wurden entsprechende Demonstration angemeldet und durchgeführt.
Nach Ende des Zweiten Weltkrieges wurde in der Bundesrepublik der Gedenktag für die Kriegstoten in „Volkstrauertag“ umbenannt und entnazifiziert. Mit den fünf Kreuzen der Kriegsgräberfürsorge und der Verlegung an das Ende des Kirchenjahres, das mit dem Totensonntag schließt, wurde der Gedenktag in den Bereich christlicher Symbole und Denkfiguren verschoben um keine weitere Heldenverklärung zu begünstigen.
Durch die Änderung des brandenburgischen Versammlungsrechts im Jahr 2006 wurden Aufmärsche im Bereich des Friedhofs unmöglich gemacht. So wurden entsprechende Versammlungsanträge verlegt und Eilanträge dagegen abgelehnt.

### Bildungs- und Begegnungsstätte in Halbe

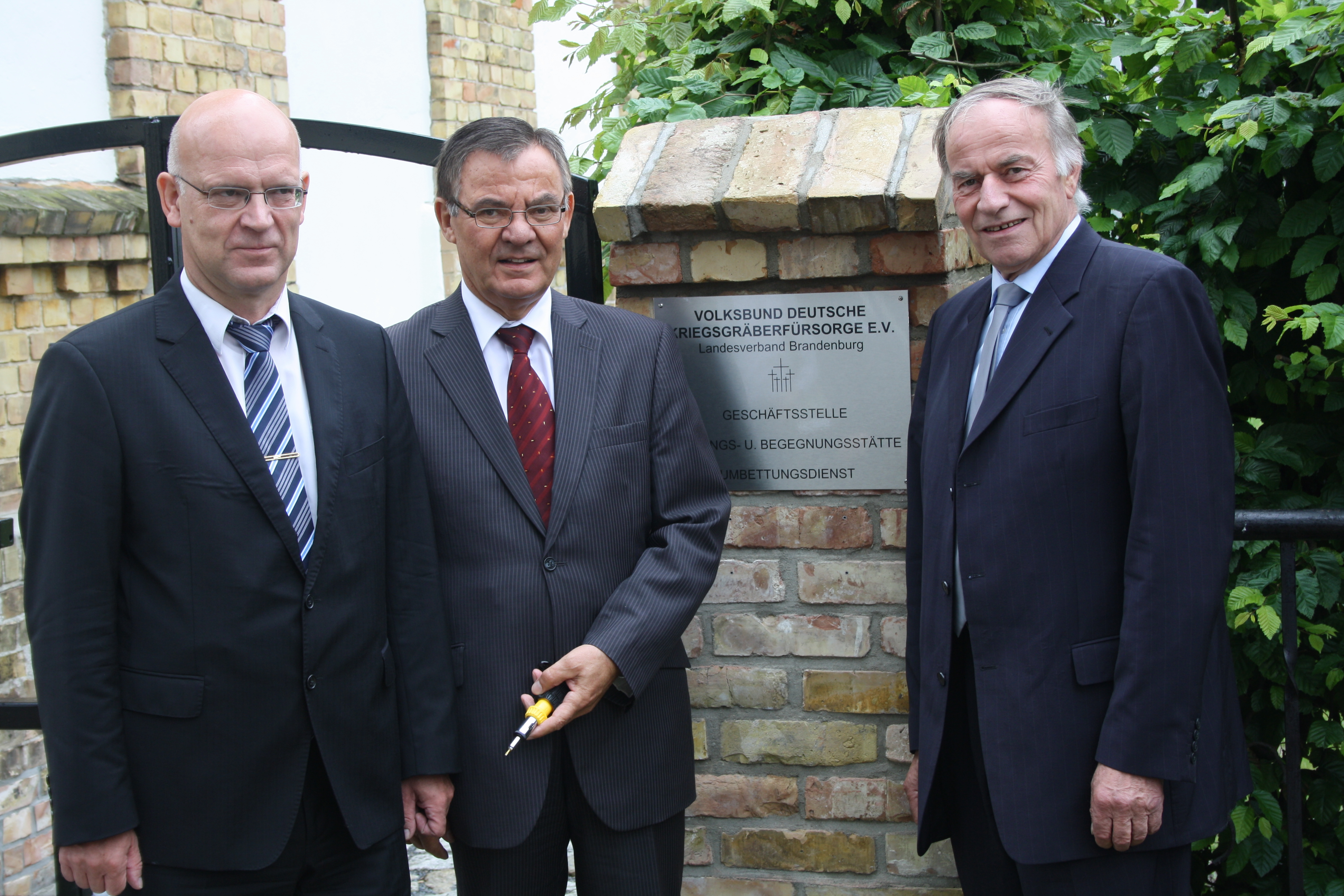
Vor der neuen Bildungs- und Begegnungsstätte in Halbe

Die politische Vereinnahmung der Toten von Halbe für ein Heldengedenken oder eine pauschalisierte Täterinterpretation steht dem Gedanken des Pfarrers Ernst Teichmanns entgegen: „Es waren keine Helden, es waren Männer, die nach Hause wollten“. Um in Halbe die diesem Gedanken entsprechende Bildungsarbeit und Dokumentation dauerhaft zu gewährleisten, beschloss der Bundesvorstand des Volksbund Deutsche Kriegsgräberfürsorge, dass die mittlerweile geschlossene „Denkwerkstatt Halbe“ als „Bildungsstätte Halbe“ weiterzuführen sei.
Die neue Bildungs- und Begegnungsstätte des Volksbundes Deutsche Kriegsgräberfürsorge ist von Landtagspräsident Gunter Fritsch und Volksbundpräsident Reinhard Führer am 26. Juni 2013 ihrer Bestimmung übergeben worden. 1,2 Millionen Euro wurden von verschiedenen Partnern in der „Alten Schule“ in Halbe während der dreijährigen Bauzeit investiert. Rund ein Drittel der Baukosten wurden dabei vom Volksbund aufgebracht.
In enger Kooperation mit dem Land Brandenburg, dem Landkreis Dahme-Spreewald, dem Amt Schenkenländchen sowie der Gemeinde Halbe hat der Volksbund die Grundlage für die Umsetzung dieses Projektes und die baulichen, finanziellen, personellen und inhaltlichen Voraussetzungen für dessen Verwirklichung geschaffen.

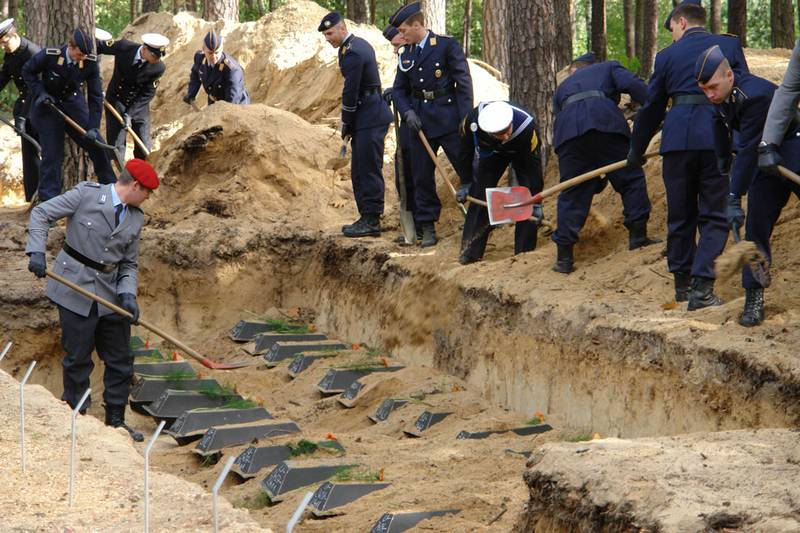
Das Logistikbataillon 172 bei einer Einbettung 2013

In unmittelbarer Nähe des Waldfriedhofs Halbe wird nun jüngeren Generationen nachdrücklich die schrecklichen Ereignisse im April 1945 vermittelt. Dazu wurde vom Volksbund ein Historiker eingestellt. Er wird in Halbe weiter zum Thema forschen und eine Ausstellung aufbauen. Der Brandenburger Umbettungsdienst des Volksbundes hat jetzt auch hier seinen Standort. Noch immer werden jedes Jahr über 300 Gefallene in Brandenburg gefunden und geborgen, häufig mit Hilfe der Deutschen Dienststelle (WASt) in Berlin identifiziert und auf einer Kriegsgräberstätte im Land eingebettet. Die Arbeit des Volksbundes wird dabei von Angehörigen der Bundeswehr unterstützt. Am 3. September 2020 wurden 170 tote Soldaten eingebettet.

## Filme
- Halbe Waldfriedhof / Kriegsgräberstätte (Video bei youtube)